# Festivalbar 1993
Il trentesimo Festivalbar si svolse durante l'estate del 1993 in 8 puntate, registrate presso Piazza del Popolo ad Ascoli Piceno, l'Arena Alpe Adria di Lignano Sabbiadoro, la motonave Verbania sul lungolago di Pallanza e Villa Manin a Codroipo, sede della finalissima.
Venne condotto da Amadeus e Federica Panicucci con la collaborazione di Claudio Cecchetto e Fiorello.
Il vincitore assoluto dell'edizione fu Raf con il brano Il battito animale, mentre gli 883 con l'album Nord sud ovest est vinsero la sezione per il miglior CD e ad Eros Ramazzotti venne consegnato un premio speciale in onore del trentennale della manifestazione canora.
L'edizione ottenne un ottimo successo di pubblico, tanto che la prima puntata venne ritrasmessa il sabato successivo alla messa in onda, e nel mese di agosto vennero replicate le puntate di luglio.
La manifestazione era legata al concorso Festivalbar Story. La sigla di chiusura era What Is Love di Haddaway.

## Cantanti partecipanti
- Marco Masini - T'innamorerai
- Raf - Il battito animale

Da sinistra: i conduttori Fiorello e Federica Panicucci nella tappa di Ascoli Piceno in piazza del Popolo.

- 883 - Nord sud ovest est, Sei un mito e Come mai
- Eros Ramazzotti - Cose della vita e Un'altra te
- Fiorello - San Martino e Puoi
- Ace of Base - All That She Wants
- Loredana Bertè - Mi manchi
- Gianna Nannini - Io senza te e Bell'amica
- Gianna Nannini e Jovanotti - Radio Baccano
- Jovanotti - Ragazzo fortunato
- Duran Duran - Ordinary World
- Paola Turci - Pedalò
- Zucchero Fornaciari e Andrea Bocelli - Miserere
- Zucchero Fornaciari - Povero Cristo
- A-ha - Dark Is the Night
- Angelo Branduardi - Forte
- Vernice - Su e giù
- Haddaway - What Is Love e Life
- Enrico Ruggeri - Bianca balena
- Biagio Antonacci - Prima di tutto
- Cristiano De André - Verrà il tempo
- Sting - If I Ever Lose My Faith in You
- Gianni Morandi - Banane e lampone
- Bryan Ferry - I Put a Spell on You
- Charles & Eddie - Would I Lie to You?
- Snow - Informer
- Ron - A un passo dai miei sogni
- Rudy Rotta - Vù Cumprà
- Matia Bazar - Svegli nella notte
- East 17 - West End Girls
- Luca Barbarossa - Vivo
- Anna Oxa - Prendila così
- New Order - Regret
- Tears for Fears - Break It Down Again
- Terence Trent D'Arby - Do You Love Me Like You Say?
- Pino Daniele - Che Dio ti benedica e Sono un cantante di blues
- Quartiere Latino - Italian style
- Eugenio Finardi - Katia e Jamaica farewell
- Samuele Bersani - Chicco e Spillo
- Gerardina Trovato - Sognare sognare e Lascia libere le mani
- Pietra Montecorvino - Murì
- The Beloved - Sweet Harmony
- Leila K - Open Sesame
- 2 Unlimited - Tribal Dance
- Dina Carroll - Special Kind of Love
- Nikki - Fammi quello che vuoi
- Rossana Casale - Arcobaleno
- Brando - Bambina mia
- Paolo Belli - Via di qua

## Organizzazione
Fininvest

## Direzione artistica
Vittorio Salvetti

## Ascolti TV
| Puntata        | Telespettatori | Share  |
| -------------- | -------------- | ------ |
| 15 giugno 1993 | 4.884.000      | 22,18% |